# Godfrey Kneller
Sir Godfrey Kneller (ur. 8 sierpnia 1646 w Lubece, zm. 19 października 1723 w Londynie) – angielski malarz pochodzenia niemieckiego.
Urodził się jako Gottfried Kniller w Lubece. Jego ojciec, Zacharias Kniller (1611-1675) był lubeckim malarzem, a jego młodszy brat, Andreas Kneller, został potem kompozytorem. Gottfried i drugi brat, Johann Zacharias Kneller (1644-1702) poszli w ślady ojca.
Od 1674 Godfrey żył i tworzył w Anglii. Był nadwornym malarzem Karola II, Jakuba II, Wilhelma III i Jerzego I.
Pośród jego prac znajdują się serie Piękności Dworu Hampton i 48 portretów członków Partii Wigów (1702-1717, obecnie w Narodowej Galerii Portretu w Londynie).

## Niektóre obrazy

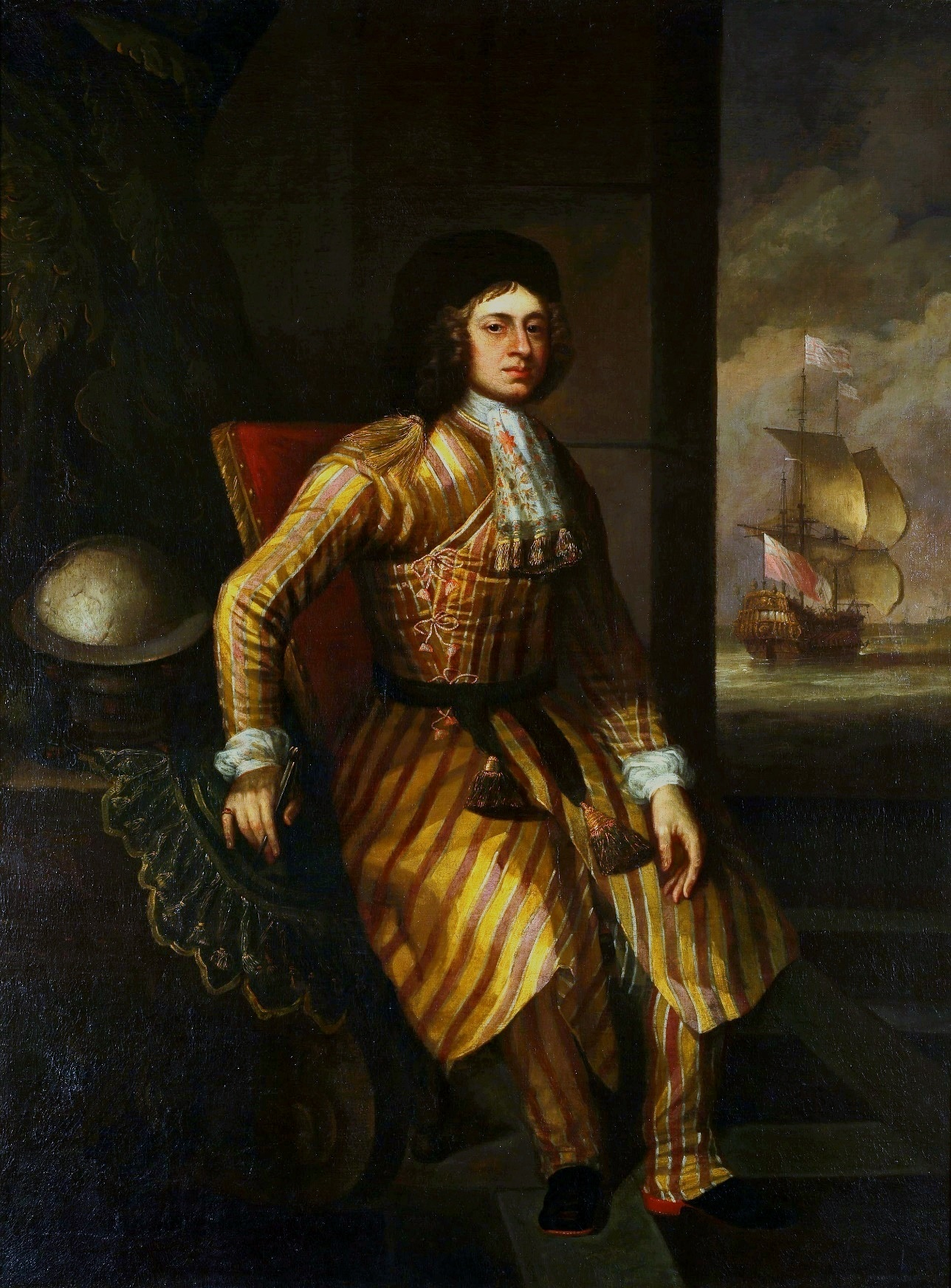
Portret podróżnika, Zamek Królewski na Wawelu, Kraków
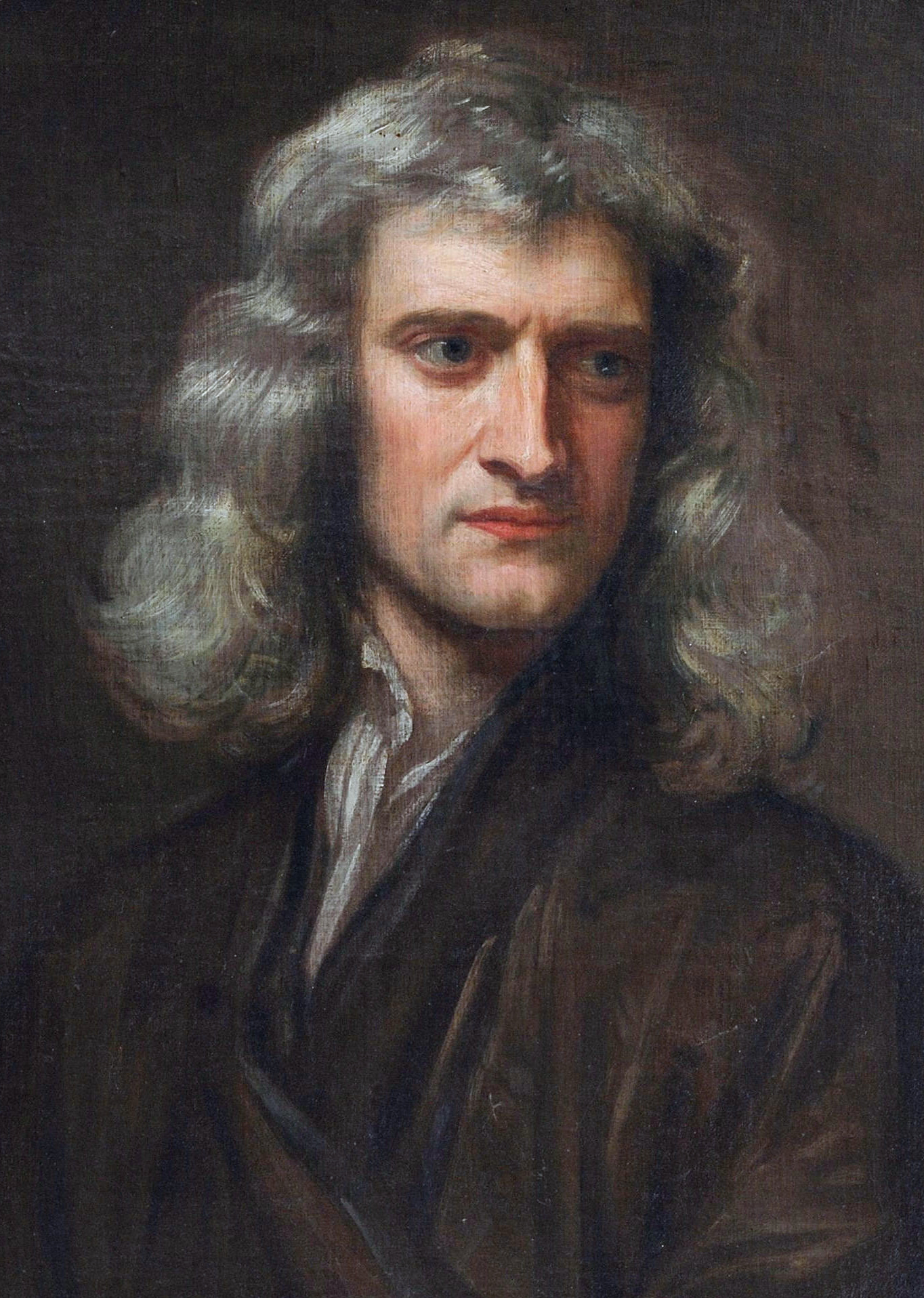
Isaac Newton (1689)
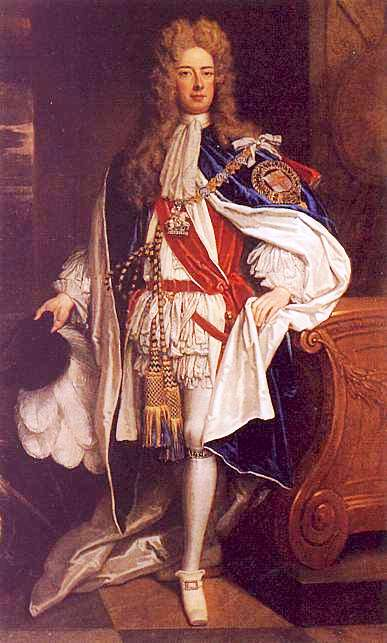
John Churchill książę Marlborough (1705)
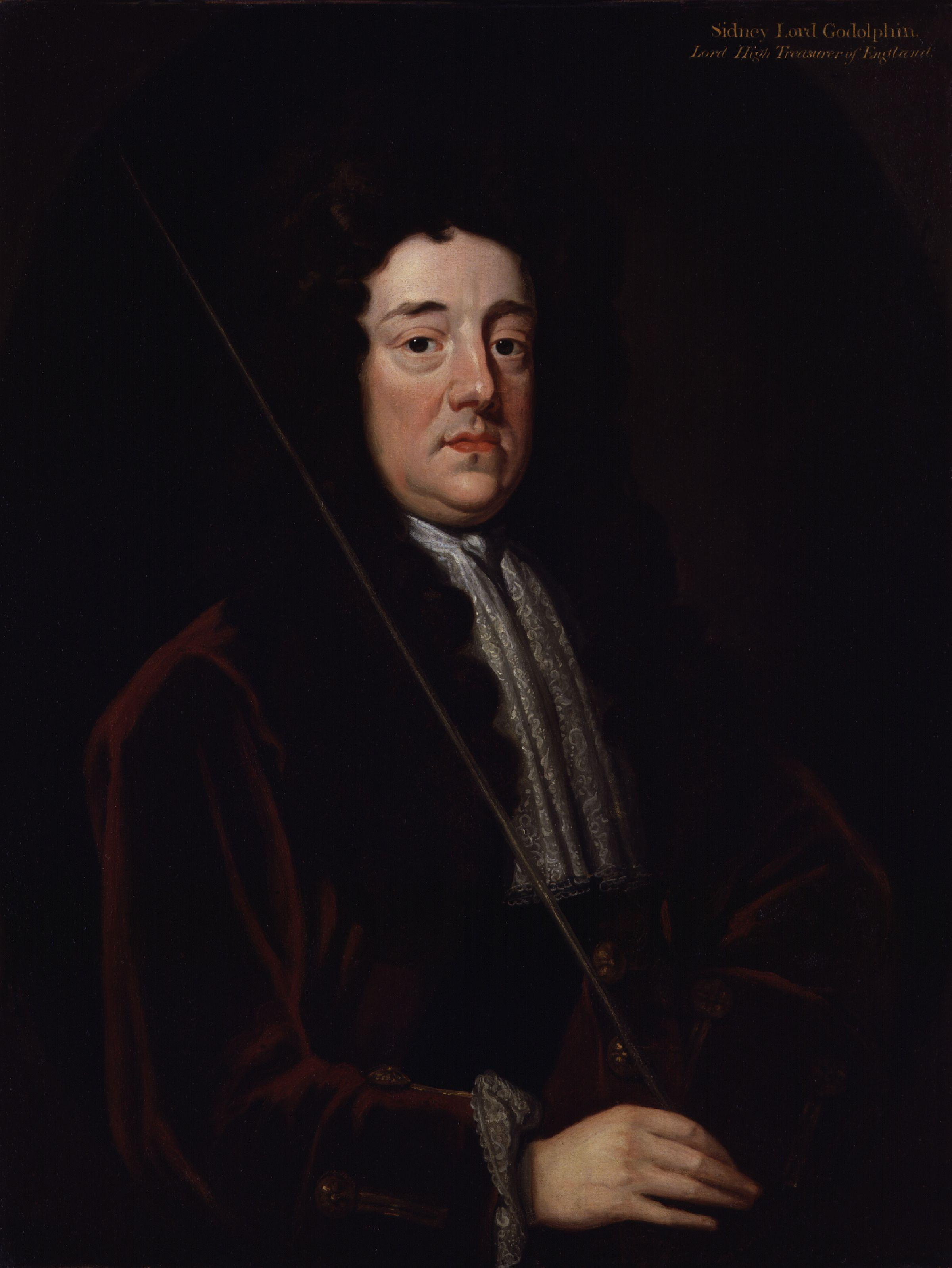
Sidney Godolphin (1710), National Portrait Gallery Londyn
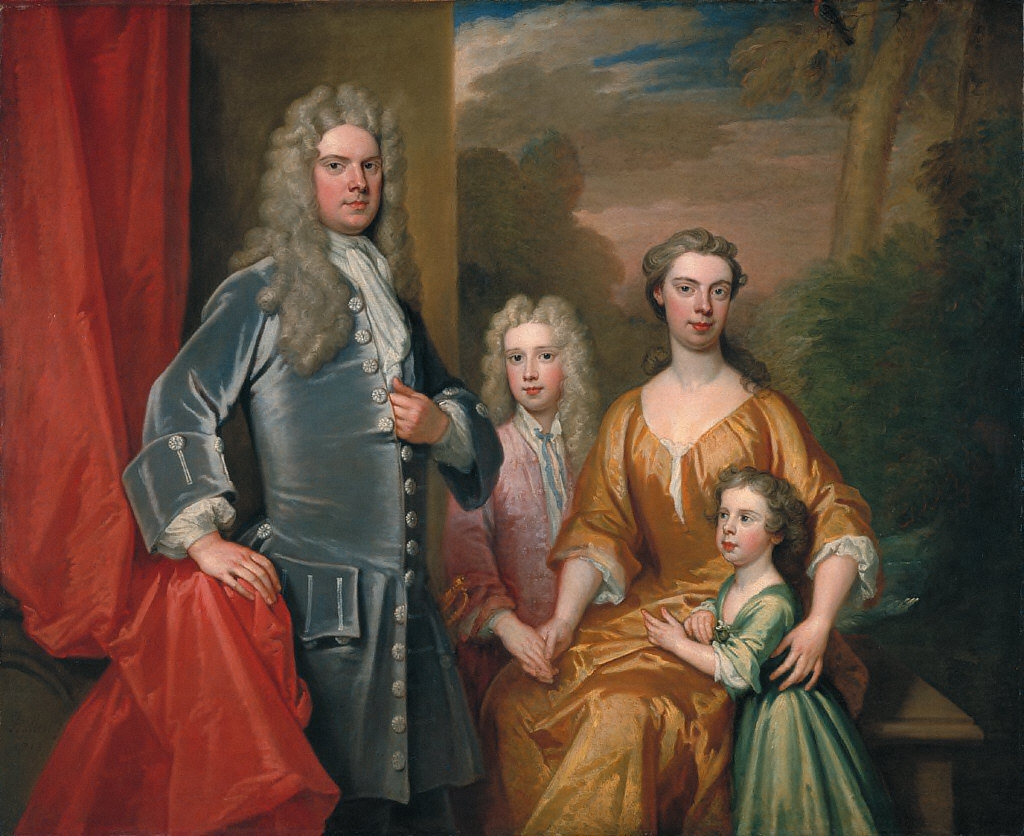
James Brydges z rodziną (1713), National Gallery of Canada Ottawa